# Expressionistische film
Expressionistische film is een stijlrichting binnen de filmkunst die in het begin van de jaren 1920 in Duitsland ontstond, in de 'filmhoofdstad' Berlijn. Het waren stille films. In Oostenrijk waren er al enkele jaren eerder expressionistische tendensen in de filmkunst doorgedrongen, die zich vanuit literatuurverfilmingen ontwikkelden. Als onderwerp van handeling werden vaak verhalen als volksverhalen, legendes en mythen gebruikt. 

## Duits expressionisme
Duits expressionisme omvat als beweging vele media, waaronder theater, architectuur, muziek, schilderkunst, grafiek en beeldhouwkunst. Dit artikel gaat over de expressionistische film.

### Stijlmiddelen
Karakteristiek zijn de sterk door de expressionistische schilderkunst beïnvloedde grotesk overtrokken achtergronden en decors en het sterke licht-donkercontrast door middel van de belichting en geschilderde schaduwpartijen. Met een mix van surrealistische en symbolistische elementen werden hevige emoties en diepe betekenislagen opgeroepen. Daarnaast speelden de acteurs met grote dramatische gebaren, die afkomstig waren uit de daarvoor al bestaande expressionistische podiumkunst.

### Kenmerken
- Stomme film - zwart-wit
- Gebruik van vaste camera’s
- Gotische decors
- Low key belichting, grote schaduwen, één lichtbron
- Gebruik van pankartes (Het personage vertelt het verhaal onder de vorm van dialogen)
- Het leggen van accenten door één lichtpunt en de rest donker.
- Vogel- en kikkerperspectief.

### Ontstaansgeschiedenis
Na de Eerste Wereldoorlog in 1918 leefde er bij de regisseurs van stomme films in Duitsland een sterke behoefte om te experimenteren met nieuwe manieren om de zaken aan te pakken, in tegenstelling tot de ruime financiële middelen in Hollywood. Er waren echter nauwelijks budgetten beschikbaar en daarom waren zij gedwongen eenvoudige maar effectieve middelen in te zetten. Dit voerde tot de avantgardische, expressionistische filmkunst.
In 1914 was het triest gesteld met de Duitse film, voornamelijk door de Eerste Wereldoorlog. De meeste kunstenaars zagen de film als een kermisattractie, waardoor er weinig kwalitatief goede films waren. 
Na de Eerste Wereldoorlog zat Duitsland volledig aan de grond. Een probleem voor de cineasten van toen. Er waren geen middelen (geld voornamelijk) om films te maken. De jonge Robert Wiene wilde toch een film maken. Zo kwam hij op het idee van totaalconcept voor film. Eén toneel waar al de decors in te vinden waren. Zo maakte hij in 1920 “Das Cabinet des Dr. Caligari”, een film die je kunt vergelijken met “The Usual Suspects” uit 1995 van Bryan Singer. 
“Das Cabinet des Dr. Caligari” is net als “The Usual Suspects” een raamvertelling.
De expressionistische films zijn meestal niet-wetenschappelijke verhalen. Meestal zijn de verhalen gezocht in de volksverhalen, legendes en mythen. 
De expressionistische films gaan verder dan andere films. Ze proberen een eenheid te bereiken. Ze maken gebruik van bepaalde stijlen en thema’s die altijd terugkomen. Het is dankzij het Duits expressionisme dat de functie artdirector is ontstaan. Er worden experimenten gedaan met het plaatsen van licht en de camera. 
Vroeg expressionistische producties waren onder andere de Fritz-Freisler-ensceneringen „Das Nachtlager von Mischli-Mischloch“ (1918), „Der Mandarin“ (1918) en „Das andere Ich“ (1918). De voornaamste acteurs in deze films zijn Harry Walden, Karl Götz en Fritz Kortner, die in de jaren twintig als beste expressionistische toneelspeler gezien werd.
Tot de vroegste films in dit genre behoort Jakob en Luise Flecks „Die Schlange der Leidenschaft“ uit 1918. Er wordt in de film op dramatische wijze een koortsdroom uitgebeeld. Paul Czinner maakte in Wenen in 1919 de film Inferno, die tot het „Vorexpressionismus“ gerekend wordt. In de tijd van de stomme film waren er meerdere Oostenrijkse cineasten actief in Filmstudio Babelsberg van Universum Film (UFA) in Potsdam.

### Nageschiedenis
Ondanks de vernieuwende elementen heeft het Duits expressionisme binnen de filmkunst niet lang geduurd. De bloeiperiode duurde ongeveer van 1920 (Das Cabinet des Dr. Caligari) tot 1927 (Metropolis). 
Veel films zijn verloren gegaan. De films zijn gedraaid op nitraatfilm. Het probleem daarvan is dat de nitraten de pellicule aanvreten. De beelden vallen er dus letterlijk van af. 
Begin jaren dertig vertrokken veel regisseurs naar Amerika om te gaan werken in Hollywood. Verwante stijlrichtingen die zich uit dit genre ontwikkelden zijn horrorfilms en film noir.

### Regisseurs
De belangrijkste regisseurs in dit genre zijn:
- Robert Wiene
- Friedrich Wilhelm Murnau
- Fritz Lang
- Georg Wilhelm Pabst

### Belangrijke films
- Die Schlange der Leidenschaft (1918, regie: Jakob en Luise Fleck)
- Das Cabinet des Dr. Caligari (1920, regie: Robert Wiene)
- Von morgens bis Mitternacht (1920, regie: Karl Heinz Martin)
- Genuine (1920, regie: Robert Wiene)
- Der Golem, wie er in die Welt kam (1920, regie: Paul Wegener)
- Die Bergkatze (1921, regie: Ernst Lubitsch - Expressionismusparodie)
- Dr. Mabuse, der Spieler (1922, regie: Fritz Lang)
- Nosferatu, eine Symphonie des Grauens (1922, regie: Friedrich Wilhelm Murnau)
- Vanina (1922, regie: Arthur von Gerlach)
- Phantom (1922, regie: Friedrich Wilhelm Murnau)
- Schatten (1923, regie: Arthur Robison)
- Raskolnikow (1923, regie: Robert Wiene)
- Die Straße (1923, regie: Karl Grune)
- Aelita (1924, regie: Jakow Protasanow)
- Orlacs Hände (1924, regie: Robert Wiene)
- Die Stadt ohne Juden (1924, regie: Hans Karl Breslauer)
- Das Wachsfigurenkabinett (1924, regie: Paul Leni)
- Der letzte Mann (1924, regie: Friedrich Wilhelm Murnau)
- Zur Chronik von Grieshuus (1925, regie: Arthur von Gerlach)
- Faust (1926, regie: Friedrich Wilhelm Murnau)
- Der Mantel (1926, regie: Grigori Kosinzew en Leonid Trauberg)
- Metropolis (1926, regie: Fritz Lang)

## Hedendaagse expressionistische films
Ook in de hedendaagse cinema zijn films aan te wijzen waarvan de stijl door het expressionisme beïnvloed werd. 
- Forbidden Zone (regie: Richard Elfman)
- Tim Burton's The Nightmare Before Christmas (Nightmare Before Christmas) (regie: Henry Selick)
- Corpse Bride (regie: Tim Burton en Mike Johnson)
- Lemony Snicket's A Series of Unfortunate Events (Rätselhafte Ereignisse) (regie: Brad Silberling)
- La cité des enfants perdus (Die Stadt der verlorenen Kinder) (regie: Marc Caro en Jean-Pierre Jeunet)